# Hans-Joachim Rotzsch
Hans-Joachim Rotzsch (Leipzig, 25 de abril de 1929 – Leipzig, 25 de septiembre de 2013) fue un tenor, director de coro y de orquesta alemán. Fue director del Coro de Santo Tomás de Leipzig.

## Vida
Nació en Leipzig y se formó desde 1940 hasta 1945 en el Musisches Gymnasium Frankfurt, dirigido por Kurt Thomas. En 1949 empezó a estudiar música sacra en la Hochschule für Musik und Theater "Felix Mendelssohn Bartholdy" Leipzig, donde aprendió órgano con Günther Ramin. Rotzsch llegó ser conocido como tenor de oratorios.
En 1972 fue nombrado profesor en la Felix Mendelssohn-Bartholdy Hochschule. De 1972 a 1991 fue el director del coro de la Iglesia de Santo Tomás de Leipzig. Fue el decimoquinto sucesor de Johann Sebastian Bach en tal puesto. Fue colaborador informal de la Stasi. En 1992 fue profesor invitado de música religiosa protestante en la Universidad Mozarteum de Salzburgo, donde trabajó hasta 2000.

## Premios y reconocimientos
- 1967 – Premio de Arte de la RDA
- 1976 – Premio Nacional de la RDA de Artes y Letras, clase II
- 1980 – Medalla de Arthur Nikisch de la ciudad de Leipzig
- 1987 – Premio de la Ciudad de Leipzig
- 1988 – Doctor honoris causa por la Universidad de Leipzig

## Discografía selecta
- 1963 – Bach Made in Germany Vol. 1. Cantatas II. Boy soprano, Hans-Joachim Rotzsch (tenor), Hans Hauptmann, Thomanerchor, Gewandhausorchester Leipzig, Günther Ramin (Leipzig Classics)
- 1977 – J.S. Bach: Der Himmel lacht! Die Erde jubilieret, BWV 31; Erfreut euch, ihr Herzen, BWV 66. Helga Termer, Heidi Rieß, Eberhard Büchner, Siegfried Lorenz, Hermann Christian Polster, Thomanerchor, Gewandhausorchester Leipzig. (Eterna)
- 1984 – J.S. Bach: Ich hatte viel Bekümmernis, BWV 21. Arleen Augér, Peter Schreier, Siegfried Lorenz, Thomanerchor, Neues Bachisches Collegium musicum zu Leipzig, 1981–83. (Eterna)